# Сподне Веряне
Сподне Веряне (на словенски: Spodnje Verjane) е село в Словения, Подравски регион, община Света Троица в Словенских горицах. Според Националната статистическа служба на Република Словения през 2002 г. селото има 28 жители.